# Bet Figueras

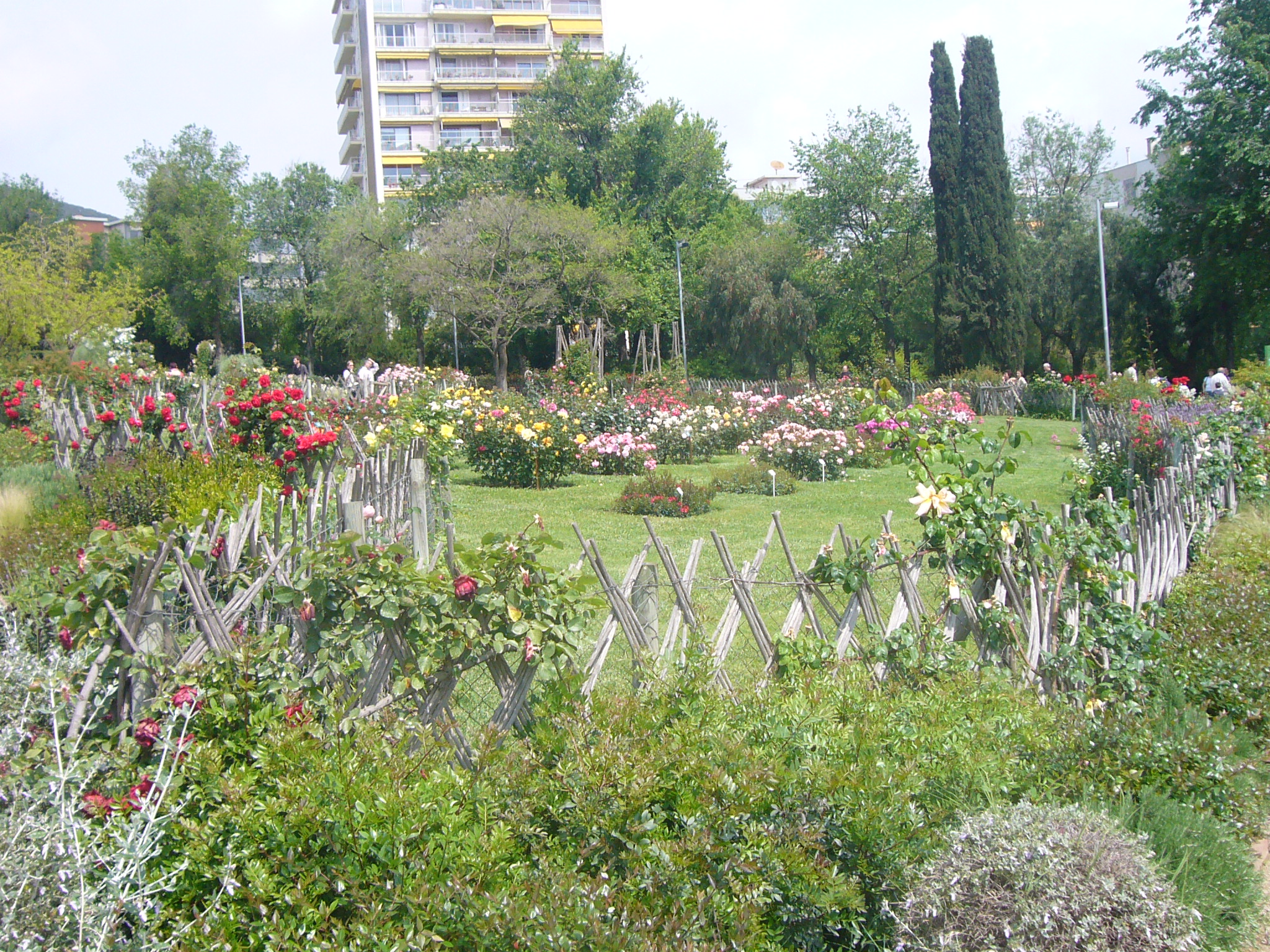
Parque de Cervantes

Bet Figueras, (Barcelona, 1957, 15 de abril de 2010) fue una arquitecta especializada en paisajismo.

## Primeros años
Estudió arquitectura del paisaje en Berkeley, Georgetown y Edimburgo. A principios de los años 80 vuelve a Barcelona y junto a Rosa Barba, y otros equipos formados por arquitectas paisajistas (Beth Galí, Carme Fiol, Andreu Arriola, Imma Jansana o Maria Isabel Bennassar), consiguió dar un nuevo impulso al paisajismo.
Formó parte del Landscape Institute y de la Asociación Española de Paisajistas, además ejerció como profesora del Máster de Paisaje en la Escuela de Arquitectura de Barcelona de la Universidad Politécnica de Cataluña, y también trabajaba en su propio despacho en el que consiguió contar con un cualificado equipo de mujeres paisajistas.

## Trayectoria
En 1983 fundó, junto a María Jover el estudio Arquitectura del Paisaje, y después, en 1985, fundó Bet Figueras & Associats. Pese a tener su propio estudio no dejó de colaborar en proyectos de espacio abierto con grandes arquitectos, como Rafael Moneo, Oscar Tusquets, o Antonio Cruz y Antonio Ortiz.
Al inicio de su carrera trabajó en el estudio de Martorell Bohigas y Mackay, realizando obras como la remodelación de la rosaleda del parque de Cervantes en Barcelona (1999-2003), y muchos jardines privados como el del arquitecto Óscar Tusquets, o el de Bodegas Bilbaínas en Haro (La Rioja).
Junto a Carlos Ferrater y Josep Lluís Canosa realizó su obra más premiada y reconocida: el Jardín Botánico de Barcelona (1989-1999), obra que obtuvo el premio FAD en 2000, así como el premio Ciudad de Barcelona en la categoría de Arquitectura y Paisajismo, en 1999
En 1992 participó en el diseño de las manzanas de la Villa Olímpica, y también son suyos los proyectos para el restaurante El Bulli, en Rosas y para los hoteles La Florida y Omm en Barcelona.
También ha diseñado mobiliario urbano, como el límite del parterre Robert, proyectado con Miguel Milà.
Su obra póstuma fue el jardín en la terraza del Hotel Mandarín (2009-2010), que fue remodelado también por el equipo de Carlos Ferrater.
Murió, víctima de cáncer, el 15 de abril de 2010.